# Meliton Kantaria

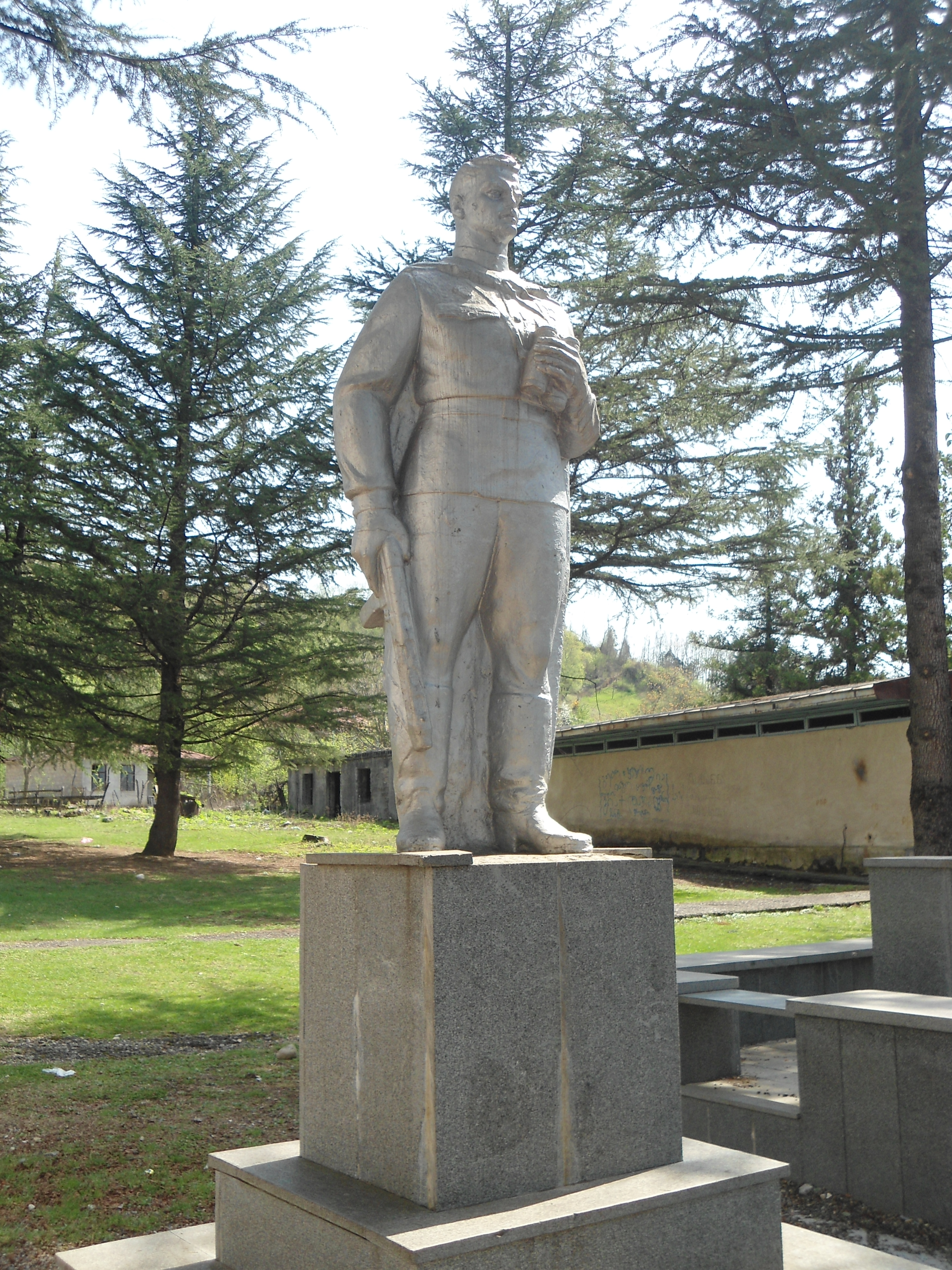
Meliton Kantaria

Meliton Kantaria (georgisch მელიტონ ქანთარია; russisch Мелитон Варламович Кантария/Meliton Warlamowitsch Kantarija; * 5. Oktober 1920 in Dschwari, Georgien; † 27. Dezember 1993 in Moskau, Russland) war ein georgischer Sowjetsoldat. Laut offizieller sowjetischer Geschichtsschreibung war er der auf dem berühmten Foto Auf dem Berliner Reichstag, 2. Mai 1945 abgebildete Sergeant (сержант, dt. Feldwebel), der die sowjetische Siegesfahne auf dem Berliner Reichstagsgebäude hisste.

## Leben

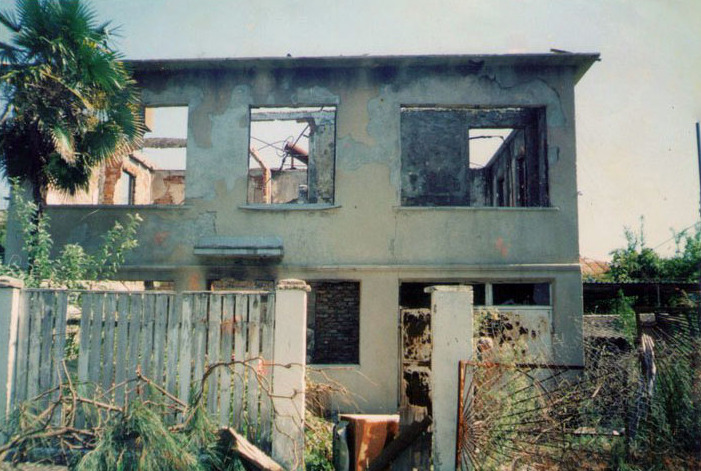
Kantarias Wohnhaus in Otschamtschire wurde während des Georgisch-Abchasischen Krieges zerstört.

Kantaria wurde als Sohn eines Bauern im Kaukasus geboren und arbeitete auf einer Kolchose. 1940 trat er in die Rote Armee ein. Im Zweiten Weltkrieg diente er als Aufklärer im 176. Regiment der 150. Schützendivision in der 3. Stoßarmee der 1. Weißrussischen Front, zuletzt im Rang eines Feldwebels. 1941 wurde er bei Straßenkämpfen in Smolensk schwer verwundet.
Nach Darstellung der sowjetischen Geschichtsschreibung erhielt er am Abend des 30. April 1945 gemeinsam mit dem Feldwebel Michail Alexejewitsch Jegorow und Konstantin Samsonow den Auftrag, ein von neun aus Moskau eingeflogenes Banner des Sieges auf dem eroberten Berliner Reichstagsgebäude zu hissen. Mitte der 1990er Jahre enthüllte der Fotograf Jewgeni Chaldej, Autor des weltberühmt gewordenen Bildes Auf dem Berliner Reichstag, 2. Mai 1945, in einem Interview mit britischen Journalisten die Namen der drei damals aufgenommenen Soldaten. Dies waren Alexei Leontjewitsch Kowaljow, Abdulchakim Issakowitsch Ismailow und Leonid Goritschew. Josef Stalin selbst hatte sich für eine Gruppe aus allen an der Erstürmung des Reichstages beteiligten Soldaten entschieden und wählte mit Kantaria einen georgischen Landsmann als Flaggenhisser, die beiden anderen waren Russen. Alle weiteren Beteiligten, darunter der Fotograf und die tatsächlich abgebildeten Soldaten, wurden zu strengster Geheimhaltung verpflichtet.
Unabhängig von diesen nachträglich inszenierten Fotos hatten die Rotarmisten Michail Petrowitsch Minin und Rachimschan Koschkarbajew bereits in der Nacht des 30. April auf dem eroberten Reichstag eine rote Fahne gehisst. Da dies jedoch nicht durch Fotos dokumentiert wurde, wurden die beteiligten Soldaten nicht oder – wie Minin – erst Jahrzehnte später geehrt.
1946 wurde Kantaria demobilisiert, kehrte nach Dschwari zurück und arbeitete wieder in der heimatlichen Kolchose. 1947 wurde er Mitglied der KPdSU. Später zog er in die Hauptstadt Abchasiens, Sochumi, wo er Direktor eines staatlichen Ladens und Abgeordneter des Obersten Sowjets der Abchasischen ASSR wurde. Zu Beginn der 1990er Jahre lebte er im abchasischen Otschamtschire.
Im September 1993 wurde er im abchasischen Bürgerkrieg wegen seiner georgischen Abstammung von separatistischen Freischärlern aus Abchasien vertrieben. Der Bürgermeister von Sankt Petersburg Anatoli Sobtschak gewährte ihm politisches Asyl in Russland. Drei Monate später starb er im Moskauer-Kreml-Krankenhaus. Präsident Boris Jelzin kondolierte der Familie, doch die abchasische Regierung verweigerte ihr die Bestattung Kantarias in Otschamtschire. Er wurde deshalb in seinem Geburtsort beigesetzt.
Er war verheiratet und hatte zwei Söhne.

## Auszeichnungen
Im Jahr 1946 wurde Kantaria mit dem Titel Held der Sowjetunion ausgezeichnet, erhielt den Leninorden, den Rotbannerorden und den Orden des Vaterländischen Krieges erster Klasse. Er war Ehrenbürger von Smolensk und Sochumi. Die 1965 verliehene Ehrenbürgerschaft Berlins wurde ihm 1992 wieder aberkannt.